# 윤곽선 검출

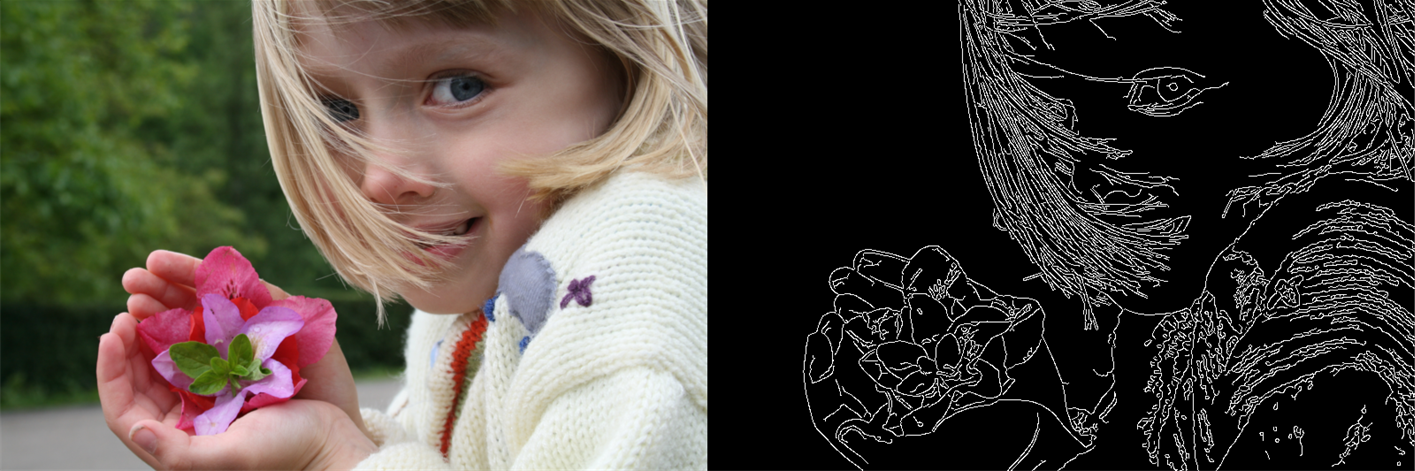
사진에 적용된 캐니 윤곽선 검출

윤곽선 검출(edge detection) 또는 가장자리 감지는 디지털 이미지의 밝기가 급변하는 경계선을 찾는 기법이다. 여기에는 이미지 밝기가 급격하게 변하거나 더 공식적으로는 불연속성이 있는 디지털 이미지의 곡선으로 정의되는 가장자리를 식별하는 것을 목표로 하는 다양한 수학적 방법이 포함된다. 1차원 신호에서 불연속성을 찾는 동일한 문제를 단계 감지라고 하며, 시간에 따른 신호 불연속성을 찾는 문제를 변화 감지라고 한다. 가장자리 감지는 이미지 처리, 머신 비전, 컴퓨터 비전, 특히 특징 감지 및 특징 추출 분야의 기본 도구이다.

## 같이 보기
- 가보르 필터
- 캐니 윤곽선 검출
- 합성곱
- 노이즈 감소